# Daniela Di Toro
Daniela Di Toro (* 16. Oktober 1974 in Melbourne) ist eine ehemalige australische Rollstuhltennisspielerin.

## Karriere
Daniela Di Toro wurde im Alter von 14 Jahren bei einer Schwimmveranstaltung von einer umgestürzten Wand schwer verletzt und erlitt eine Querschnittlähmung. Schon kurz darauf begann sie mit dem Rollstuhltennis und startete in der Klasse der Paraplegiker.
Sie nahm an insgesamt fünf Paralympischen Spielen teil. Bei den Spielen 1996 in Atlanta schied sie sowohl im Einzel als auch im Doppel im Halbfinale aus. In den Spielen um Bronze unterlag sie im Einzel Chantal Vandierendonck, im Doppel verloren sie und ihre Partnerin Randa Hinson gegen Oristelle Marx und Arlette Racineux. Spielen 2000 in Sydney gelang ihr und Partnerin Branka Pupovac der Gewinn der Silbermedaille im Doppel. Im Finale unterlag sie dabei Maaike Smit und Esther Vergeer. Im Einzel scheiterte sie im Viertelfinale an Sharon Walraven. 2004 in Athen und 2008 in Peking trat sie lediglich im Einzel an. 2004 gewann sie dabei die Bronzemedaille, nachdem sie im Halbfinale gegen Sonja Peters verloren hatte und anschließend gegen Florence Gravellier gewann. 2008 schied sie bereits in der Auftaktrunde gegen Esther Vergeer aus. In London trat sie 2012 im Einzel und wieder im Doppel an. Im Einzel erreichte sie das Achtelfinale, im Doppel kam sie nicht über die erste Runde hinaus.
Beim Wheelchair Tennis Masters stand sie im Einzel dreimal im Endspiel und verlor dabei alle drei Finalpartien. 1995 unterlag sie Monique Kalkman, im Jahr darauf Chantal Vandierendonck. 2010 hatte sie gegen Esther Vergeer das Nachsehen. Im Doppel gelang ihr 2000 der Titelgewinn an der Seite von Maaike Smit. Sie besiegten Esther Vergeer und Sonja Peters in zwei Sätzen. Bei Grand-Slam-Turnieren feierte sie 1997 und 1999 den Titelgewinn im Einzel bei den US Open. 2010 gewann sie außerdem mit Aniek van Koot die Doppelkonkurrenz der French Open.
In der Weltrangliste hatte Daniela Di Toro sowohl im Einzel als auch im Doppel zeitweise die Führung übernommen. Erstmals gelang ihr das im Einzel am 14. Juli 1998 und im Doppel am 20. Mai 1997. Nach den Australian Open 2013 beendete sie ihre Karriere endgültig, nachdem sie bereits zwischen 2005 und 2007 kurzzeitig ihre Karriere beendet hatte. Im Laufe ihrer Karriere erhielt sie zahlreiche Auszeichnungen. So wurde sie 1999 zu Australiens Behindertensportlerin des Jahres gekürt. Im Jahr darauf erhielt sie die Australian Sports Medal.